# Дельные вещи
Дельные вещи (от нидерл. deel — «часть») — морской термин, общее название для некоторых вспомогательных деталей оборудования корпуса судна, которые служат главным образом для крепления и проводки такелажа, а также частей судовых устройств, оборудования внутренних помещений и открытых палуб.
К дельным вещам относятся скобы, утки, рымы, талрепы, храпцы, клюзы, кнехты, кипы, битенги, люверсы, горловины, крышки сходных люков, трапы, двери, иллюминаторы, леерные и тентовые стойки и другие.
Основные размеры дельных вещей и требования к их креплению (монтажу) на судне регламентируются классификационными обществами. Большинство дельных вещей являются стандартными.